# Chiasmocleis anatipes
La rana de hojarasca de Santa Cecilia (Chiasmocleis anatipes) es una especie  de anfibios de la familia Microhylidae.

## Distribución geográfica
Se encuentra en la región amazónica de Ecuador, Perú y posiblemente también en Colombia.